# USS Columbus (SSN-762)
| «Коламбус»                 | «Коламбус» | «Коламбус» |
| -------------------------- | --- | --- |
| USS Columbus (SSN-762)     | | |
|                            | | |
|                            | | |
| Порт приписки              | Перл Харбор, Гаваї | Перл Харбор, Гаваї |
| Спуск на воду              | 1 серпня 1992 року | 1 серпня 1992 року |
| Сучасний статус            | В активній службі | В активній службі |
| Проєкт                     | | |
| Основні характеристики     | | |
| Швидкість (надводна)       | 20 вузлів | 20 вузлів |
| Швидкість (підводна)       | 20 вузлів | 20 вузлів |
| Робоча глибина занурення   | 280 метрів | 280 метрів |
| Гранична глибина занурення | 450 метрів | 450 метрів |
| Екіпаж                     | 32 офіцера, 130 моряків | 32 офіцера, 130 моряків |
| Розміри                    | | |
| Довжина найбільша (по КВЛ) | 110,3 метра | 110,3 метра |
| Ширина корпусу найб.       | 10 метрів | 10 метрів |
| Середня осадка (по КВЛ)    | 9,4 метра | 9,4 метра |
| Водотоннажність надводна   | 5882 тонни | 5882 тонни |
| Озброєння                  | | |
| Торпедно- мінне озброєння  | 4 × 21 в (533 мм) торпедні апарати; 10 МК48 ADCAP універсальних дистанційно керованих торпед великої дальності                                                             | 4 × 21 в (533 мм) торпедні апарати; 10 МК48 ADCAP універсальних дистанційно керованих торпед великої дальності                                                             |
| Ракетне озброєння          | крилата ракета Томагавк блок 3 SLCM, діапазон дії 1700 морських миль (3100 км); протикорабельна крилата ракета Harpoon (6-8 ракет), діапазон дії 70 морських миль (130 км) | крилата ракета Томагавк блок 3 SLCM, діапазон дії 1700 морських миль (3100 км); протикорабельна крилата ракета Harpoon (6-8 ракет), діапазон дії 70 морських миль (130 км) |

«Коламбус» (англ. USS Columbus (SSN-762)) — багатоцільовий атомний підводний човен, є 51 в серії з 62 підводних човнів типу «Лос-Анжелес», побудованих для ВМС США. Він став четвертим кораблем ВМС США, названим на честь міста Колумбус столиці штату Огайо. Призначений для боротьби з підводними човнами і надводними кораблями противника, а також для ведення розвідувальних дій, спеціальних операцій, перекидання спецпідрозділів, нанесення ударів, мінування, пошуково-рятувальних операцій.

## Історія створення

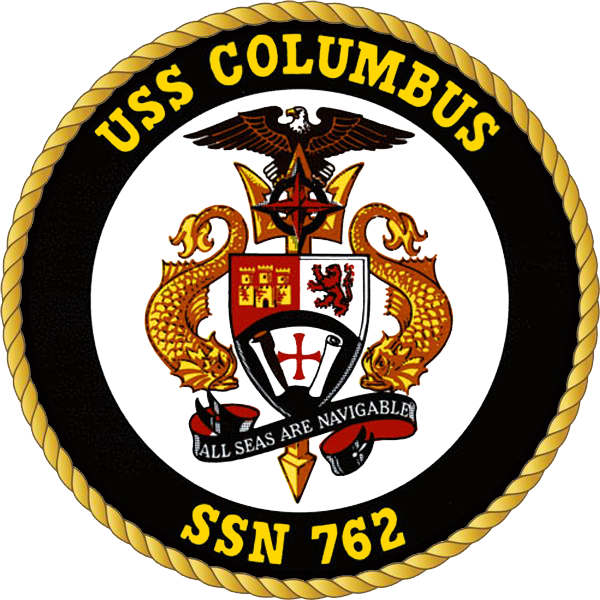
Емблема човна

Контракт на будівництво 21 березня 1986 був присуджений американській корабельні Electric Boat підрозділу корпорації General Dynamics в місті Гротон, штат Коннектикут. Закладка кіля відбулася 9 січня 1991 року. Підводний човен спущений на воду 1 серпня 1992 року. Хрещеною матір'ю стала Маргарет Демарсе. Введений в експлуатацію 24 липня 1993 року. Місцем базування стала військово-морська база Перл-Харбор, Гаваї. Де човен увійшов до складу підводних сил Тихоокеанського флоту ВМС США.

## Історія служби
Підводний човен була розгорнутий в західній частині Тихого океану з кінця 1995 по початок 1996 року в зоні відповідальності 7-го флоту США. Під час якого здійснив візити до портів Гонконг, Субік-Бей, Гуам та Йокосука (Японія).
22 серпня 1997 був початий тримісячний плановий ремонт на військово-морській верфі в Перл-Харбор. З 21 по 26 листопада були проведені морські випробування, після закінчення ремонту.
У грудні 2002 року підводний човен був оснащений системою управління вогнем BYG-1, ставши першим підводним човном, оснащеним такою системою.
Наприкінці травня 2003 року здійснив два успішних випробування по запуску крилатих ракет Томагавк (Блок IV), які проводилися в Тихому океані біля узбережжя Південної Каліфорнії.

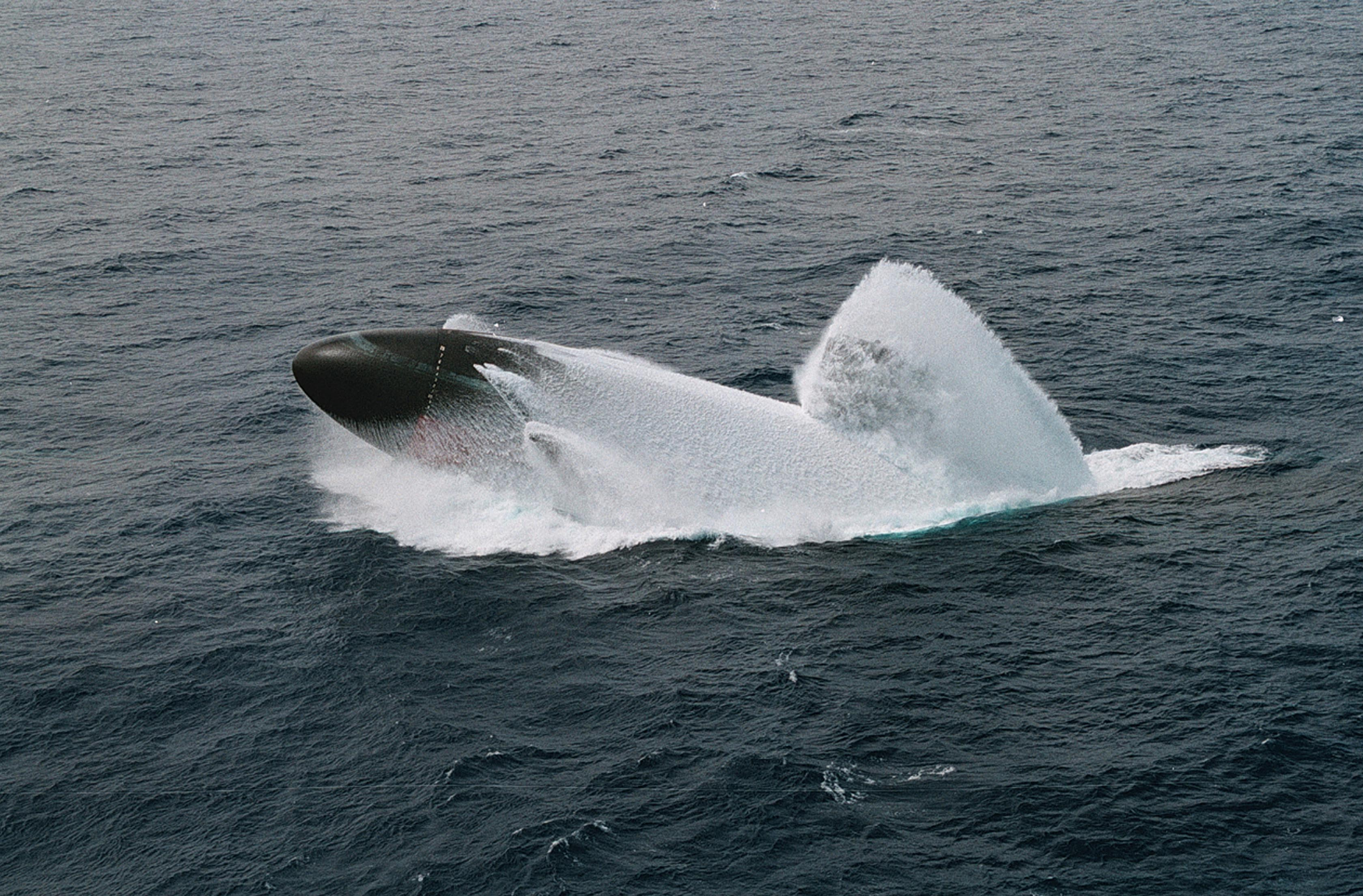
В тихому океані, 4 червня 1998 року.

30 серпня 2004 року попрямував в П'юджет-Саунд на військово-морську верф  Брементон, штат Вашингтон, для модернізації, куди прибув 15 вересня, а 28 вересня човен було поставлено в сухий док.
22 грудня 2006 року повернувся в Перл-Харбор, після завершення 21-місячного ремонту.
11 березня 2008 року покинув порт приписки для запланованого шестимісячного розгортання в західній частині Тихого океану,  Під час якого здійснив візити до портів Сайпан, Гуам, Окінава, Сасебо та Йокосука. З розгортання  повернувся в Перл-Харбор 11 вересня.
23 листопада 2009 року покинув порт приписки для запланованого шестимісячного розгортання в західній частині Тихого океану, з якого повернувся в Перл-Харбор 28 травня 2010 року. Влітку 2010 року підводний човен взяв участь у багатонаціональних навчаннях RIMPAC.
22 лютого 2012 року покинув порт приписки для запланованого шестимісячного розгортання в західній частині Тихого океану, з якого повернувся в Перл-Харбор 23 серпня.
19 лютого 2014 року покинув порт приписки для запланованого шестимісячного розгортання в західній частині Тихого океану, під час якого прибув до південнокорейського портового міста Пусан, з якого повернувся в Перл-Харбор 21 серпня.
12 січня 2015 року покинув порт приписки для проведення локальних операцій. 11 серпня прибув в порт приписки після завершення шестимісячного розгортання. 14 серпня компанія Huntington Ingalls Industries уклала контракт вартістю 57,9 млн доларів США на виконання робіт з планування модернізації корабля в рамках Engineered Overhaul (EOH).
У лютому 2017 року покинув порт приписки Перл-Харбор для запланованого розгортання в західній частині Тихого океану. 21 червня прибув з візитом до Сінгапуру в рамках свого розгортання в Індо-Азіатсько-Тихоокеанському регіоні. 1 вересня повернувся в порт приписки, завершивши шестимісячне розгортання,  30 червня верф Newport News (Ньюпорт-Ньюс, штат Вірджинія) отримала 219 млн доларів США за раніше укладеним контрактом на проведення технічного обслуговування і модернізації атомного підводного човна.